# Huwelijk niet uitgesloten
Huwelijk niet uitgesloten is een hoorspel van Rhys Adrian. Het werd onder de titel Dauerverbindung angestrebt op 13 juni 1972 door de Westdeutscher Rundfunk uitgezonden. Aya Zikken vertaalde het en de TROS zond het uit op woensdag 22 januari 1975. De regisseur was Harry Bronk. Het hoorspel duurde 32 minuten.

## Rolbezetting
- Lies de Wind (Ans)
- Paul van der Lek (Ron)

## Inhoud
Ans en Ron hebben elkaar via een huwelijksbureau leren kennen. Ze zijn beiden niet jong meer en hebben reeds routine ontwikkeld bij hun zoektocht naar een eventuele partner. Als hun poging om nader tot elkaar te komen na een veelbelovend begin al snel mislukt, zijn ze eigenlijk blij, daar ze hun verkrampt doelmatig optimisme opzijschuiven en zich kunnen geven zoals ze zijn. Beiden hebben al ingezien dat ze niet geschikt zijn voor een leven met z’n tweeën. Ze brengen het er op hun eentje echt goed vanaf. Toch zijn ze elkaar dankbaar voor de ontmoeting, die hun beiden weer wat zelfbevestiging heeft gegeven…